# Chonocephalus furcatus
Chonocephalus furcatus är en tvåvingeart som beskrevs av Borgmeier 1967. Chonocephalus furcatus ingår i släktet Chonocephalus och familjen puckelflugor. Inga underarter finns listade i Catalogue of Life.